# Elias Lönnrot
Elias Lönnrot (né le 9 avril 1802 à Sammatti et mort le 19 mars 1884 à Sammatti) est un médecin, explorateur, lexicographe, linguiste, écrivain, enseignant du folklore, pionnier de la botanique, journaliste, éditeur, scientifique, professeur de finnois et de littérature finlandaise. Il est l'auteur, entre autres, du Kalevala et de la Kanteletar, recueils des anciens chants et épopées du peuple finnois. Il est considéré, au même titre que Mikael Agricola, comme le second père du finnois écrit,.

## Biographie

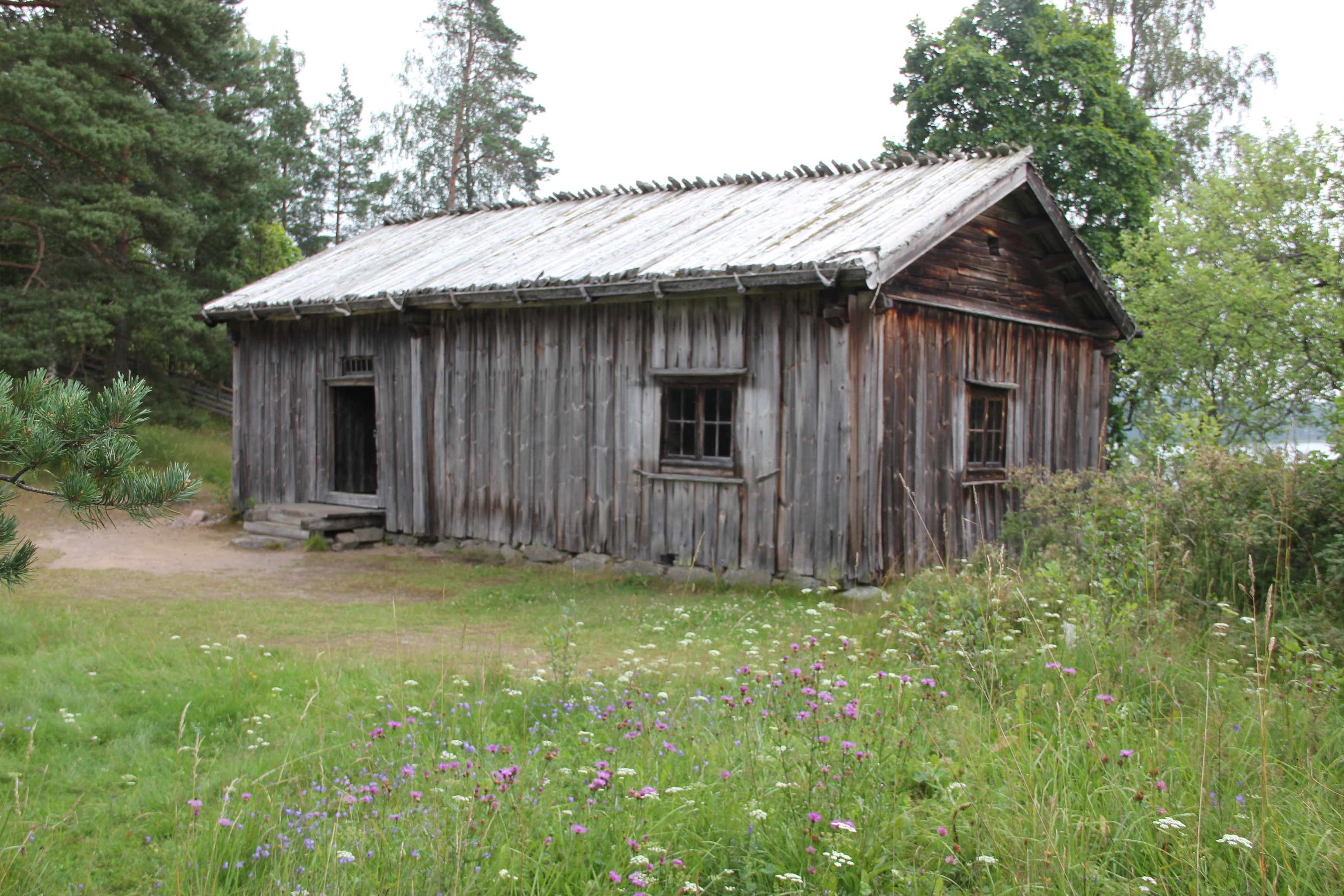
Paikkarin torppa est la maison où est né Elias Lönnrot.

### Jeunesse
Elias Lönnrot naît à Sammatti dans la région d'Uusimaa en 1802. Il est le fils de Fredrik Johan Lönnrot, tailleur de métier, et de son épouse Ulrika. Au XIXe siècle, il n'est pas facile d'avoir une éducation scolaire, mais Lönnrot y parvient, grâce à son intérêt pour les livres et l'aide de mécènes. Soutenu par son frère aîné Henrik Johan, il fréquente les écoles de Tammisaari et de Turku, de 1814 à 1818, mais il est contraint d'interrompre ses études faute de moyens. À l'époque, les étudiants doivent mendier pour pouvoir financer leurs études ou chanter pour faire avoir de l'argent. Lönnrot a fait le tour des villages en travaillant comme tailleur et le 20 mars 1820, il est admis au lycée de Porvoo, qu'il quitte au bout de quelques semaines pour aller à Hämeenlinna afin de devenir apprenti pharmacien.
Il commence à étudier à l'Académie impériale du Turku, qui est la seule université de Finlande. Il a pour ami de classe, Johan Ludvig Runeberg et le futur sénateur Johan Vilhelm Snellman. Il obtient son diplôme préliminaire, en 1827 et présente une thèse sur Väinämöinen. Il étudie notamment la médecine, mais aussi le latin, le grec, l'histoire et la littérature. Sa première année d'étude est marquée par l'incendie de 1827, qui ravage plus de la moitié de la ville, dont l'Académie. Celle-ci est alors transférée à Helsingfors, et Lönnrot en sort diplômé en 1832.

### Début de sa carrière médicale
Lönnrot obtient un emploi comme médecin de district à Kajaani, dans l'est de la Finlande, durant une période de famine et de peste. C'est la famine qui avait incité le médecin précédent à démissionner, ce qui avait permis à un très jeune médecin d'obtenir un tel poste. Plusieurs années consécutives de mauvaises récoltes ont entraîné des pertes de population et de bétail. En outre, l'absence d'hôpital complique encore plus le travail de Lönnrot. Il est le seul médecin pour environ 4 000 personnes, dont la plupart vivent dans de petites communautés rurales et disséminées dans le district. Comme les médecins et les nouveaux médicaments sont coûteux à l'époque, la plupart des gens comptent sur leurs guérisseurs villageois et sur les remèdes disponibles localement. Lönnrot lui-même est passionné par les remèdes traditionnels et les administrait également. Cependant, il croyait fermement que les mesures préventives comme une bonne hygiène, l'allaitement maternel et les vaccins étaient les traitements les plus efficaces pour la plupart de ses patients.

### Travail linguistique

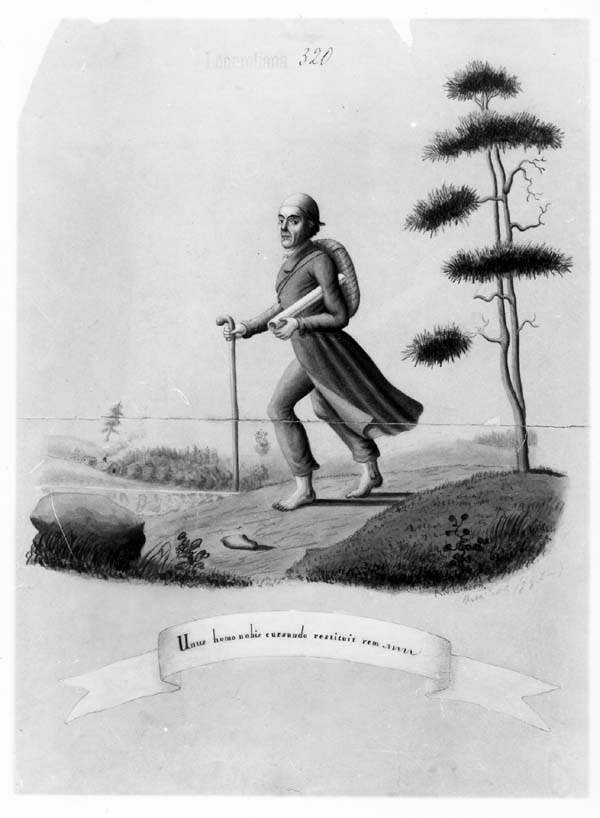
Caricature d'Elias Lönnrot (1847).

Lönnrot, suédophone de naissance, se prend d'une véritable passion pour sa langue maternelle, le finnois. Il commence à écrire sur cette langue en 1827 et se met à collecter des contes folkloriques auprès de la population rurale. En février 1831, la société de littérature finnoise est fondée et Lönnrot, étant l'un des membres fondateurs, reçoit le soutien financier de la société pour ses efforts de collecte.
Lönnrot part en congé prolongé du cabinet de médecine et il parcourt la campagne finlandaise, la Laponie et certaines parties de la Carélie russe voisine. Ceci le conduit à écrire une série de livres : il écrit tout d'abord Kantele, de 1829 à 1831, en référence au kantele qui est un instrument traditionnel finlandais. Puis il écrit Kalevala, en 1835-1836 (l'ancien Kalevala), une épopée dont le personnage principal est, là-encore, Väinämöinen. Ce livre est considéré comme l'épopée nationale finlandaise et compte parmi les plus importantes œuvres en langue finnoise. Il écrit ensuite Kanteletar, en 1840, un recueil de poèmes folkloriques. En 1842, il écrit Sananlaskuja, un recueil de proverbes. En 1844, il publie Arwoituksia, regroupant des devinettes. En 1849, il publie une deuxième édition élargie de Kalevala (le nouveau Kalevala). De 1866 à 1880, il rédige le Finsk-Svenskt lexikon, un dictionnaire finnois-suédois. En 1880 est publié Loitsurunoja, ouvrage sur les chants magiques finnois.
Lönnrot a été reconnu pour sa contribution à la préservation des traditions orales finlandaises et nommé à la chaire de littérature finlandaise de l'université Alexandre d'Helsingfors, en 1853.

### Botanique
Les botanistes se souviennent de lui pour avoir écrit en finnois : Flora Fennica - Suomen Kasvisto, ouvrage publié en 1860. À son époque, il est célèbre dans toute la Scandinavie, car il s'agit de l'un des tout premiers textes scientifiques en langue courante et non en latin. Il comprend 1 240 pages, environ 900 spécimens et 650 images. Elias Lönnrot y décrit des plantes qui ont complètement disparu ou sont devenues plus rares en Finlande. Il publie en 1866 une deuxième version, plus complète, co-écrite avec Thiodolf Saelan. La Flora Fennica de Lönnrot comprend de nombreuses notes sur l'utilisation des plantes, inscrites entre les descriptions des fleurs et des feuilles.
L'IPNI lui attribue une abréviation en botanique, pour son travail sur les spermatophytes.

### Vie privée et décès

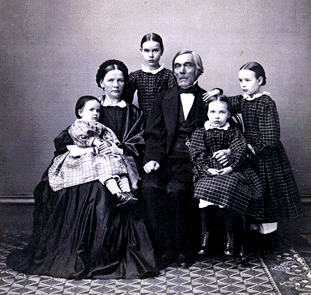
Elias Lönnrot avec sa famille, au début des années 1860.

Elias Lönnrot épouse Maria Piponius le 13 juillet 1849. Le 14 avril 1850, le couple a un fils, baptisé Elias. Le 18 juin 1852, ils ont une fille Maria. Le 16 septembre 1852, leur fils Elias meurt. Leur fille Ida nait le 8 aout 1855, puis Elina nait le 5 février 1858. Le 23 septembre 1860, ils ont de nouveau une fille Thekla.
Il meurt le 19 mars 1884 dans sa ville natale de Sammatti où il est enterré.

## Reconnaissance

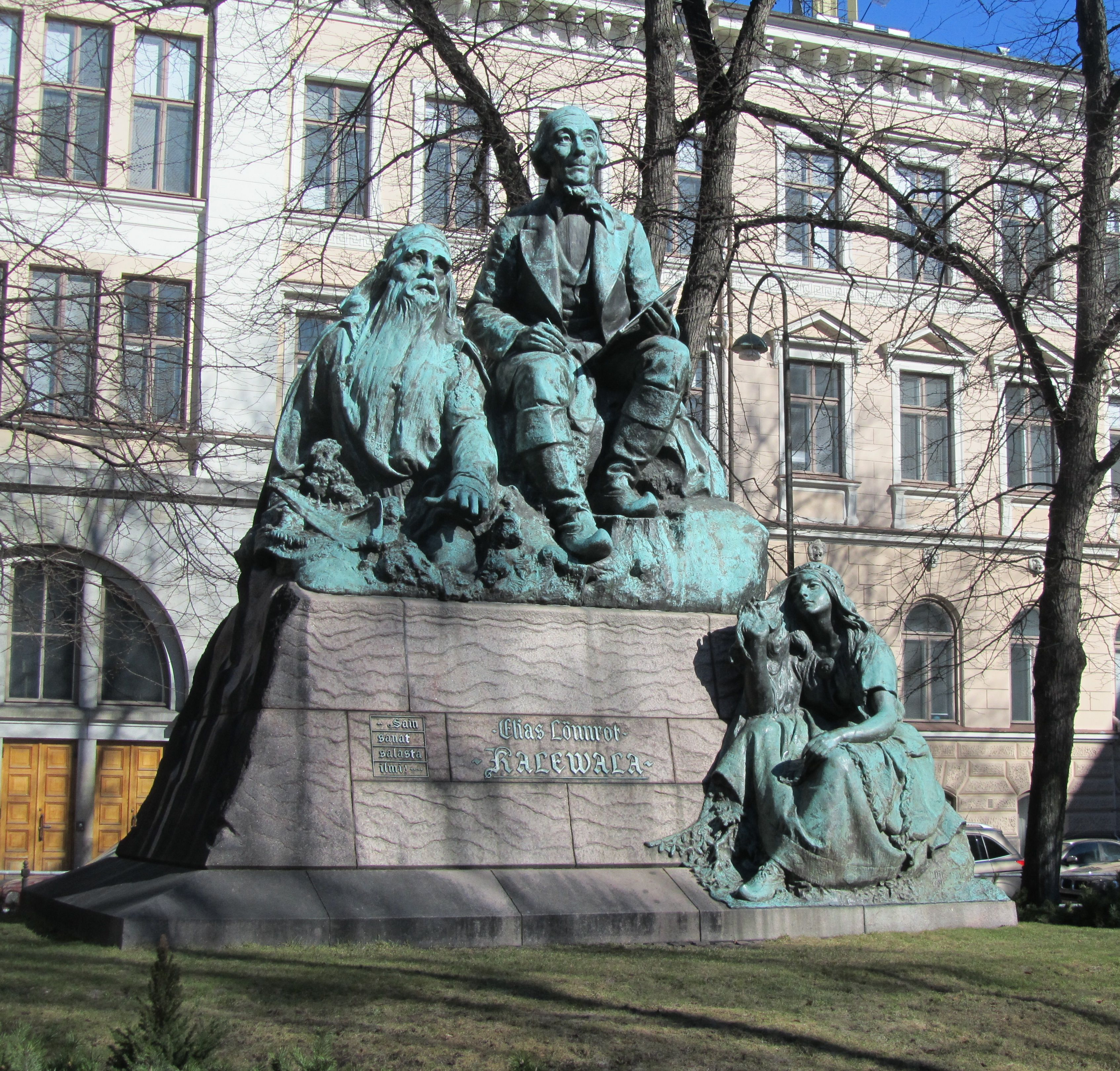
Mémorial à Elias Lönnrot,
sculpté par Emil Wikström en 1902 et érigé au Lönnrotin puistikko, Lönnrotinkatu à Helsinki.

Après la publication du Kalevala et de la Kanteletar, Elias Lönnrot est de son vivant déjà considéré comme un grand homme. Il est invité à rejoindre plusieurs sociétés scientifiques.
Elias Lönnrot a reçu la Croix de troisième classe de l'ordre de Sainte-Anne en 1856, la croix de deuxième classe de l'ordre de Saint-Stanislas en 1862 et l'Ordre royal de l'Étoile polaire ainsi que la distinction Pour le Mérite.
En 1862, Lönnrot obtint le titre de chancelier.
Dans le système solaire, l'astéroïde principal de la ceinture 2243 est baptisé (2243) Lönnrot.

## Influence
Le graphiste finlandais Erik Bruun (fi) a utilisé Lönnrot pour illustrer le billet de 500 marks finlandais.
Don Rosa dans La Quête du Kalevala, dessine Picsou qui retrouve une vieille reconnaissance de dettes écrite sur la page d'un cahier d'un certain Elias Lönnrot, l'auteur du Kalevala…
Le Kalevala, l'épopée nationale finlandaise que Lönnrot a écrite, est l'une des sources d'inspiration de J. R. R. Tolkien dans Le Silmarillion et Le Seigneur des anneaux.
Dans la nouvelle The Threefold World d'Ellen Kushner, Elias Lönnrot est l'un des protagonistes.